# Моя война. Чеченский дневник окопного генерала
«Моя война. Чеченский дневник окопного генерала» — книга российского военного деятеля, генерала-полковника Геннадия Трошева, посвящённая событиям первой и второй военных кампаний в Чеченской Республике. Вышла в издательстве «Вагриус» в 2001 году, тираж после нескольких допечаток превысил 80 тыс. экземпляров. Ещё до официального выхода книги Библиотека Максима Мошкова получила эксклюзивное право на размещение у себя её полного текста.

## История написания
В авторском предисловии Трошев пишет, что к написанию мемуаров его побудило обилие публикаций, в которых, по мнению генерала, искажается объективная информация о чеченской войне: «Мне, человеку, прошедшему обе чеченские войны, участвовавшему в боях с ваххабитами в Дагестане, трудно мириться с домыслами, а то и с откровенной ложью о событиях, которые доподлинно знаю». Кроме того, он считает необходимым высказать своё отношение к ряду известных политиков, военачальников и бандитов: «Мне известно, кто есть кто, что кроется за словами и поступками каждого фигуранта. Однако тот имидж, который создала им пресса или они сами себе, зачастую не соответствует действительности».

## Содержание
Книга состоит из десяти глав, авторского вступления и послесловия. Автор выражает признательность тем, кто помогал ему в работе: полковнику В. Фролову (офицеру оперативного управления штаба Северо-Кавказского военного округа), подполковнику Сергею Артемову (начальнику аналитического отдела редакции «Военного вестника Юга России») и другим сотрудникам газеты. Военные журналисты полковник Геннадий Алехин и Сергей Тютюнник, по словам Трошева, «фактически стали соавторами этой книги».

### Начало войны
В первой главе Трошев вспоминает начало чеченской войны: подготовку, выдвижение войск в Чечню, бои в Грозном.
Трошев негативно оценивает роль правозащитного деятеля Сергея Ковалёва в чеченской войне, заявляя, что тот «открыто призывал наших солдат сдаваться в плен под его могучие гарантии освобождения». Однако после сдачи в плен, как писал Трошев со ссылкой на «слова капитана Сергея Н., томившегося восемь месяцев в яме под Шали», солдат ждали жестокие пытки боевиков: «Об избиениях, садистских пытках, публичных казнях и прочих „прелестях“ чеченского плена говорить можно долго — читателя этим не удивишь. Но вот отрубание голов, снятие кожи и скальпов с живых солдат, распятые тела в окнах домов — с таким федеральным войскам впервые пришлось столкнуться в Грозном».
Неоднозначные оценки Трошев даёт министру обороны Павлу Грачёву: по словам Трошева, тот, с одной стороны, в 1990-х годах «не дал крушить армию под видом военной реформы, как того требовали младореформаторы», и «во многом благодаря Грачёву армия не рассыпалась в прах». С другой стороны, как пишет Трошев, Грачёв «никогда детально не вникал в наши тактические планы, <…> от него мы ждали каких-то нестандартных решений, оригинальных подходов».

### Вторжение в Дагестан

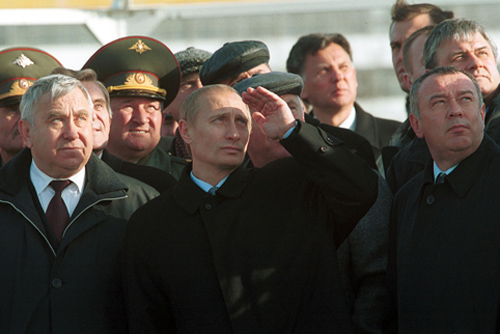
Позади Владимира Путина (в фуражке) Геннадий Трошев, 2000 год

Трошев приводит выдержки из своего дневника, где описывает обстановку накануне вторжения боевиков в Дагестан в 1999 году.

## Оценки
В «Независимом военном обозрении» отмечалась «неподдельная искренность, с которой Трошев рассказал о своих врагах, товарищах и сослуживцах». Губернатор Ростовской области Владимир Чуб называл книгу «порывом сильного человека, криком души во имя восстановления мира на юге России».

## Выходные данные
- Трошев Г. Н. Моя война. Чеченский дневник окопного генерала. — М.: Вагриус, 2001. — 211 с. — 15 000 экз. — ISBN 5-264-00657-1.